# 馮經
馮經（1452年—？），字時濟，直隸鎮江府金壇縣人，軍籍，明朝政治人物。

## 生平
弘治二年（1489年）己酉科應天府鄉試第五十四名舉人。弘治六年（1493年）中式癸丑科會試第七十四名，三甲第八十四名進士。

## 家族
曾祖馮讓，丹徒縣丞；祖父馮宣，遇例冠帶；父馮瓚，母黃氏。慈侍下。